# جان كارلو واتا
جان كارلو واتا (بالبرتغالية: Jean Carlo Witte‏) (24 سبتمبر 1977 في بلوميناو في البرازيل – )؛ هو لاعب كرة قدم سابق كان يلعب كمدافع.

## وصلات خارجية
- جان كارلو واتا على موقع الاتحاد الدولي (مؤرشف)  (الإنجليزية)
- جان كارلو واتا على موقع رابطة كرة القدم اليابانية للمحترفين (اليابانية)
- جان كارلو واتا على موقع قاعدة بيانات كرة القدم.إي يو (الإنجليزية)
- جان كارلو واتا على موقع Soccerway.com (الإنجليزية)
- جان كارلو واتا على موقع عالم كرة القدم.نت (الإنجليزية)